# Campionato Italiano Slalom 2010
Il Campionato Italiano Slalom (CIS) 2010 si è svolto tra l'11 aprile e il 24 ottobre 2010 in 12 gare distribuite in otto regioni diverse. Il titolo di campione italiano slalom è stato vinto per la prima volta da Alessandro Polini, mentre quello di campione under 23 è stato vinto da Martina Iacampo.

## Calendario e risultati
| Tappa | Data         | Slalom                           | Sede                 | Vincitore             |
| ----- | ------------ | -------------------------------- | -------------------- | --------------------- |
| 1     | 11 aprile    | Slalom Torregrotta-Roccavaldina  | Torregrotta          | Luigi Vinaccia        |
| 2     | 25 aprile    | Slalom Casalborgone-Aramengo     | Casalborgone         | Luciano Sacco         |
| 3     | 23 maggio    | Slalom Città di Campobasso       | Campobasso           | Luigi Vinaccia        |
| 4     | 6 giugno     | Slalom Susa-Moncenisio           | Susa                 | Davide Piotti         |
| 5     | 11 luglio    | Maxi slalom Colle San Bartolomeo | Colle San Bartolomeo | Manuel Dondi          |
| 6     | 1º agosto    | Slalom Città di Santopadre       | Santopadre           | Fabio Emanuele        |
| 7     | 8 agosto     | Slalom Città di Osilo (a)        | Osilo                | Angelo Fois           |
| 8     | 29 agosto    | Slalom di Montescaglioso         | Montescaglioso       | Angelo Faraone        |
| 9     | 12 settembre | Slalom Abruzzo Citeriore (b)     | Turrivalignani       | Sebastiano Castellano |
| 10    | 26 settembre | Slalom dell'Agro Ericino         | Valderice            | Alberto Santoro       |
| 11    | 10 ottobre   | Slalom Città di Giarre (c)       | Giarre               | -                     |
| 12    | 24 ottobre   | Slalom Riviera del Corallo (d)   | Alghero              | Francesco Marrone     |

- (a) Ha sostituito lo Slalom del Borgo previsto il 27 giugno e cancellato.
- (b) Riserva CIS, ha sostituito lo Slalom Salerno-Croce di Cava previsto il 12 settembre e cancellato.
- (c) Gara cancellata.
- (d) Gara rinviata dal 9 maggio al 24 ottobre.

## Classifiche

### Sistema di punteggio
Per il titolo di campione italiano slalom 2010 il regolamento sportivo prevede la partecipazione ad almeno 3 gare di campionato affinché i punti ottenuti siano considerati validi. I punteggi vengono attribuiti ai primi 15 classificati assoluti di ogni singola gara in base alla posizione in classifica di gruppo secondo il seguente schema:
| Posizione di Gruppo | 1ª | 2ª | 3ª | 4ª | 5ª | 6ª | 7ª | 8ª | 9ª | dalla 10ª alla 15ª |
| Punti               | 15 | 12 | 10 | 8  | 6  | 5  | 4  | 3  | 2  | 1                  |

Per il titolo di campione under 23 2010 sono considerati validi i punti ottenuti in almeno 6 gare di campionato. I punteggi vengono attribuiti in base alla posizione in classifica di classe di ciascuna gara secondo il seguente schema:
| Posizione di Classe | 1ª | 2ª | 3ª | 4ª | 5ª | 6ª | 7ª | 8ª |
| Punti               | 10 | 8  | 6  | 5  | 4  | 3  | 2  | 1  |

### Classifica campionato italiano piloti
| Pos | Pilota               | Vettura                | Gruppo-Classe | TOR | CSL | CBS | SUS | SBT | SPD | OSL | MTS | ABR | AGE | GRR | RIV | Punti validi |
| --- | -------------------- | ---------------------- | ------------- | --- | --- | --- | --- | --- | --- | --- | --- | --- | --- | --- | --- | ------------ |
| 1   | Alessandro Polini    | A112 \ Suzuki          | PS-2          |     |     | 15  | 15  | 10  | 10  | 15  | 12  | 12  | 10  |     | 15  | 114          |
| 2   | Enzo Grimaldi        | Citroen C2 \ Kawasaki  | PS-2          |     | 12  | 12  | 8   |     | 15  | 12  | 10  | 10  | 12  |     | 12  | 103          |
| 3   | Francesco Ambrosiani | Lancia Beta Montecarlo | SS-6          |     | 12  |     | 8   | 3   | 12  |     | 6   | 15  | 12  |     | 15  | 83           |
| 4   | Antonino Cardillo    | Fiat 127               | SS-3          | 8   |     | 15  |     | 15  | 10  | 8   | 5   |     |     |     | 10  | 71           |
| 5   | Francesco Schillace  | Fiat 126 Suzuki        | PS-2          | 15  |     |     |     |     | 12  |     | 15  |     | 15  |     |     | 57           |
| 6   | Mario Trolese        | Citroën Saxo S         | A-2           |     | 15  |     | 15  | 15  |     |     |     |     |     |     |     | 45           |
| 7   | Luca Veldorale       | Renault Clio Kawasaki  | PS-2          |     | 10  |     | 6   | 8   |     |     |     |     |     |     |     | 24           |
| Pos | Pilota               | Vettura                | Gruppo-Classe | TOR | CSL | CBS | SUS | SBT | SPD | OSL | MTS | ABR | AGE | GRR | RIV | Punti validi |

Seguono altri 101 piloti senza punti validi.

### Classifica campionato piloti under 23
| Pos | Pilota          | Vettura                       | Gruppo-Classe | TOR | CSL | CBS | SUS | SBT | SPD | OSL | MTS | ABR | AGE | GRR | RIV | Punti validi |
| --- | --------------- | ----------------------------- | ------------- | --- | --- | --- | --- | --- | --- | --- | --- | --- | --- | --- | --- | ------------ |
| 1   | Martina Iacampo | Peugeot 106 XSI / Peugeot 205 | FO A-2 / N-1  |     |     | 5   |     |     | 5   | 5   | 5   | 5   | 5   |     | 5   | 37           |

Seguono altri 28 piloti senza punti validi.